# Pato prensado

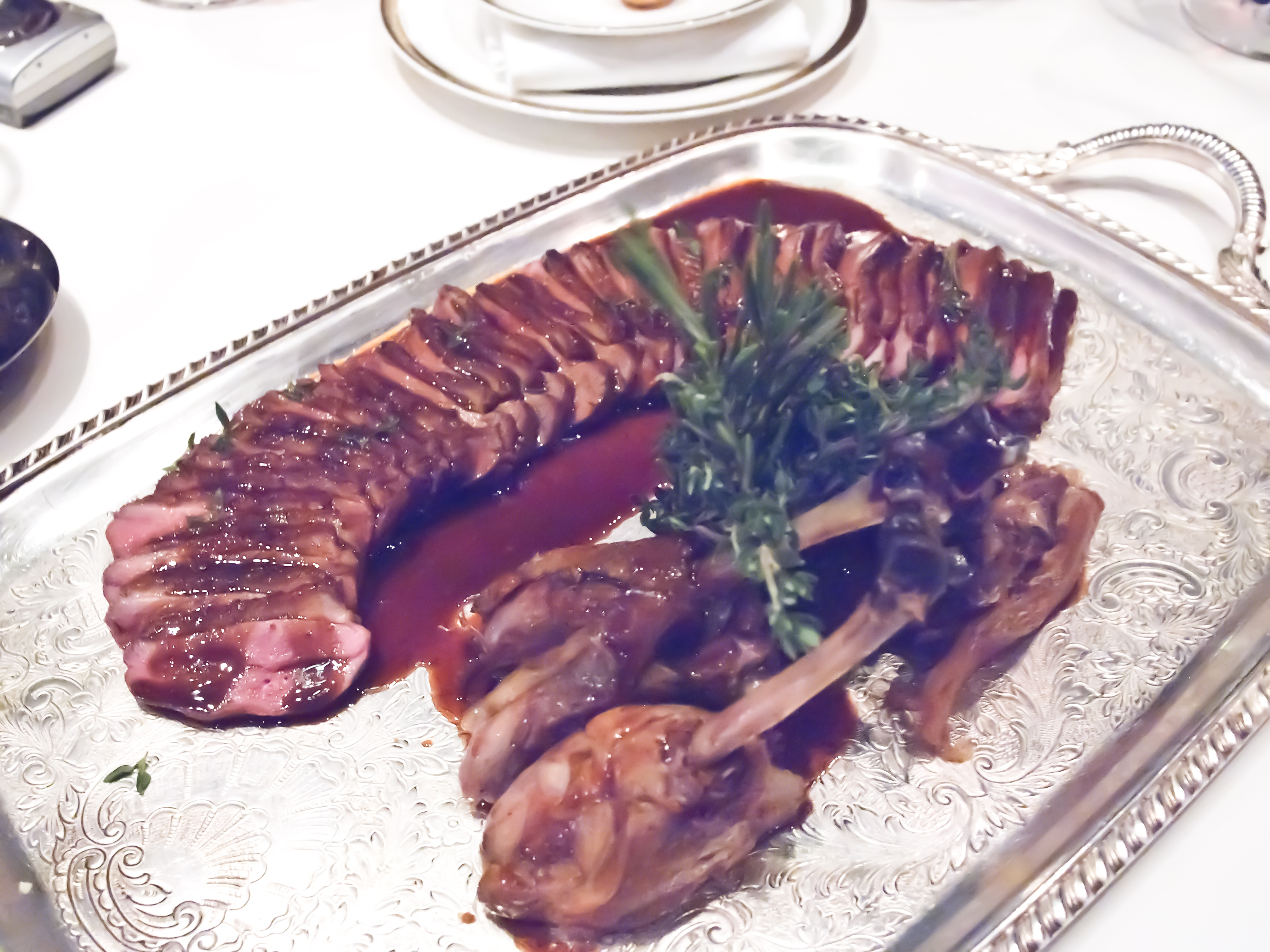
Caneton Rouennaise à la Presse es la receta 3476 de "La Guide Culinaire" de Auguste Escoffier. Es pato preparado con una prensa de pato y servido con Sauce Rouennais, una salsa bordelesa a la que se le añade puré de hígado de pato.

El pato prensado (en francés canard à la presse o caneton à la presse), también llamado pato Tour d'Argent o pato a la sangre (canard au sang), es un plato tradicional francés. Esta compleja receta fue desarrollada en el siglo XIX en el restaurante parisino Tour d'Argent, y consiste en varias partes de un pato servidas en una salsa hecha con su sangre y tuétano, que se extrae con la ayuda de una prensa. Ha sido considerado «el culmen de la elegancia».
Primero, un pato (preferiblemente joven, gordo y de Ruán) se estrangula para que conserve toda la sangre. Entonces se asa parcialmente. Se pica su hígado y se condimenta. Se retiran sus muslos y pechuga. La carcasa restante, incluyendo el resto de la carne, los huesos y la piel, se pone entonces en una prensa especial, parecida a una prensa de fruta, aplicándose presión para extraer la sangre del pato y otros jugos. La salsa resultante se espesa y se condimenta con el hígado del pato, mantequilla y coñac, combinándose entonces con la pechuga para terminar la cocción. Otros ingredientes que pueden incluirse en la salsa son el fuagrás, el oporto, madeira y limón. Primero se sirve la pechuga cortada con salsa, haciéndose los muslos a la plancha como segundo.